# Afrikaanse kampioenschappen wielrennen 2018 – Individuele tijdrit vrouwen junioren
De vijfde editie van de individuele tijdrit voor vrouwen junioren op de Afrikaanse kampioenschappen wielrennen werd gehouden op 15 februari 2018. De tien deelneemsters moesten een parcours van 18,6 kilometer in en rond Kigali afleggen. De Eritrese Desiet Kidane volgde Kasahun Tsadkan uit Ethiopië, die nu tweede werd, op als winnaar.

## Uitslag
| Plaats | Naam                   | Tijd     |
| ------ | ---------------------- | -------- |
| Goud   | Desiet Kidane          | 31'30"   |
| Zilver | Kasahun Tsadkan        | + 1'42"  |
| Brons  | Zayid Hailu            | + 2'34"  |
| 4      | Violette Irakoze       | + 4'09"  |
| 5      | Samantha Mushimiyimana | + 5'14"  |
| 6      | Siham Es-sad           | + 8'41"  |
| 7      | Yvonne Iradukunda      | + 7'58"  |
| 8      | Goreth Niyubuntu       | + 9'59"  |
| 9      | Alice Alaibi           | + 10'18" |
| 10     | Onyebuchi Odiase       | + 14'28" |